# Economía de Túnez

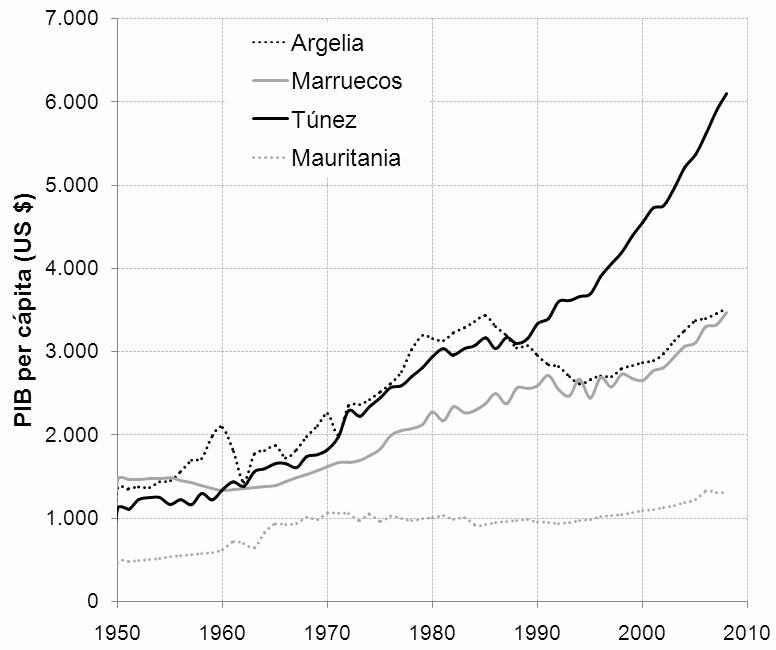
Comparación del PIB per cápita nominal de Argelia, Mauritania, Marruecos y Túnez, durante el, basado en World Population, GDP and Per Capita GDP, 1-2010 AD.

La economía diversificada y orientada para el mercado de Túnez ha sido citada como un ejemplo de éxito en África y en el Oriente Medio, pero ha enfrentado una serie de desafíos durante la transición política en curso en el país. Después de una experiencia fracasada con políticas económicas socialistas en la década de 1960, el país embarcó en una estrategia de éxito enfocada en ampliar las exportaciones, la inversión extranjera y el turismo, los cuales se hicieron fundamentales para su economía. Las exportaciones principales incluyen ahora textiles y vestuario, productos alimenticios, derivados de petróleo, productos químicos y fosfatos, y cerca de 80% de las exportaciones tienen con destino el principal cliente del país, la Unión Europea. El control estatal de la economía, a pesar de aún intenso, venía siendo gradualmente reducido desde la última década, con creciente privatización, simplificación de la estructura tributaria, y un tratamiento prudente del endeudamiento. 
La estrategia liberal de Túnez, así como las inversiones en educación e infraestructura alimentaron un crecimiento anual del PIB entre 4% y 5% durante décadas, mejoró la calidad de vida de la población y se redujo a la inflación. El turismo y el comercio fueron elementos clave de este crecimiento sostenido. El acuerdo de asociación firmado entre Túnez y la Unión Europea entró en vigor a partir del 1 de marzo de 1998, y fue el primer acuerdo entre la UE y países mediterráneos no-europeos. Con el acuerdo, Túnez debería gradualmente remover barreras al comercio con la UE en la década siguiente. La ampliación de las privatizaciones, la mayor liberalización de la inversión, principalmente extranjera, y mejorías en la eficiencia gubernamental, eran los principales desafíos futuros. En 2008 Túnez se hizo miembro plenamente asociado de la Unión Europea, situación comparable a la de Noruega o de Islandia.
El expresidente Zine El Abidine Ben Ali (1987-2011) mantuvo esas políticas, pero en su gobierno crecieron lo nepotismo y la corrupción que frustraron el desempeño económico, mientras el desempleo creció entre los jóvenes graduados universitarios del país. Estas quejas contribuyeron para la caída de Ben Ali en enero de 2011, llevando la economía del país a una espiral descendiente, a la medida en que el turismo y la inversión extranjeros disminuían drásticamente. A medida que la economía se recupera, el gobierno ha enfrentado los desafíos de tranquilizar empresas e inversores, traer el presupuesto y los déficits corrientes bajo control, proteger el sistema financiero del país, derrumbar el elevado desempleo y reducir las desigualdades económicas entre la región costera más desarrollada y el interior del país, más pobre.
El número de Ropavejeros aumenta debido a la persistencia de un alto nivel de desempleo (15% de la población activa), a la pérdida de poder adquisitivo de las familias más desfavorecidas y a la explosión de los residuos plásticos debido a los nuevos hábitos de consumo. No gozan de ninguna protección social -cobertura médica, jubilación...- otorgada a profesiones con estatuto legal y pueden estar sujetas a la explotación de la industria del reciclaje.

## Comercio exterior
En 2020, el país fue el 77o exportador más grande del mundo (US $ 15.1 mil millones en bienes, 0.1% del total mundial). En la suma de bienes y servicios exportados, alcanza los 19.400 millones de dólares, ubicándose en el puesto 80 del mundo. En términos de importaciones, en 2019 fue el 76.º mayor importador del mundo: 18.400 millones de dólares.

## Sector primario

### Agricultura
Túnez produjo, en 2018:

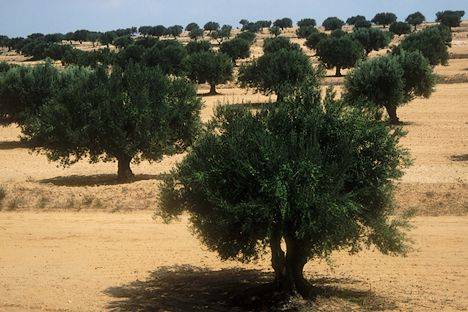
Olivar en Sfax, Túnez.

- 1,5 millones de toneladas de trigo;
- 1,3 millones de toneladas de tomate (el 16º productor mundial);
- 825 mil toneladas de aceitunas (7º productor mundial);
- 700 mil toneladas de cebada;
- 548 mil toneladas de sandía;
- 450 mil toneladas de cebolla;
- 426 mil toneladas de pimienta;
- 423 mil toneladas de patata;
- 241 mil toneladas de dátil (décimo productor mundial);
- 217 mil toneladas de zanahoria;
- 146 mil toneladas de uva;
- 144 mil toneladas de naranja;
- 118 mil toneladas de melocotón;
- 114 mil toneladas de manzana;
- 104 mil toneladas de pomelo;
- 102 mil toneladas de melón;

Además de pequeñas producciones de otros productos agrícolas.

### Ganadería
En ganadería, en 2019, Túnez produjo 1,4 mil millones de litros de leche de vaca, 144 mil toneladas de carne de pollo, 55 mil toneladas de carne de res, 51 mil toneladas de carne de cordero , entre otros.

## Sector secundario

### Industria
El Banco Mundial enumera los principales países productores cada año, según el valor total de la producción. Según la lista de 2019, Túnez tenía la 84.a industria más valiosa del mundo ($ 5.7 mil millones).
En 2019, Túnez casi no produjo  vehículos y no produjo acero. El país fue el tercer productor mundial de aceite de oliva en 2018.

### Energía
En energías no renovables, en 2020, el país fue el 62.º productor de petróleo del mundo, 30,7 mil barriles / día. En 2011, el país consumió 88,300 barriles / día (el 81 ° consumidor más grande del mundo). El país fue el 68o mayor importador de petróleo del mundo en 2012 (22.100 barriles / día). En 2015, Túnez fue el 60.º productor mundial de gas natural, 1500 millones de m³ al año. El país no produce carbón.
En energías renovables, en 2020, Túnez fue el 60.º productor mundial de energía eólica en el mundo, con 0,2 GW de potencia instalada, y no produjo energía solar.

### Minería
En 2019, el país fue el décimo productor mundial de fosfato.

## Sector terciario

### Turismo
En 2018, Túnez fue el 39o país más visitado del mundo, con 8,3 millones de turistas internacionales. Los ingresos por turismo este año fueron de $ 1.7 mil millones.
DATOS ECONÓMICOS BÁSICOS de Túnez
- PIB - Producto Interior Bruto (2003): 22.080 millones de $ USA.
- Paridad del poder adquisitivo (2003): 68.230 millones de $ USA.
- PIB - Per capita: 2.195 $ USA.
- Paridad del poder adquisitivo Per cápita (2003): 6.900 $ USA.
- Inflación media anual: 2.8%.
- Deuda externa aprox. (2003): 14.390 millones de $ USA.
- Importaciones (2003): 10.300 millones de $ USA.
- Exportaciones (2003): 8.035 millones de $ USA.

Estructura del PIB en 2003:
Distribución por sectores económicos del PIB total:
Agricultura, Silvicultura y Pesca: 14%.
Industria: 32%.
Industrias manufactureras y minería: 19%.
Servicios y construcción: 54%.
- Tasa de desempleo (2003): 14.3%.
- Principales países clientes: Francia, Italia y Alemania.
- Principales países proveedores: Francia, Italia y Alemania.